# Onze-Lieve-Vrouw van de Rozenkranskerk (Moha)
De Onze-Lieve-Vrouw van de Rozenkranskerk is een kerkgebouw in Moha in de Belgische gemeente Wanze in de provincie Luik. De kerk ligt aan de zuidkant van het dorp op een hoog punt aan de Rue de l'Eglise en het Place de l'Eglise. Ten noorden van het dorp ligt op een ander hoog punt het kasteel van Moha.
Het basilicale neogotische gebouw bestaat uit een toren met drie over 4 geledingen, een driebeukig schip met vier traveeën, een dwarsbeuk en een driezijdig gesloten koor. De geveltoren is noordelijk van de lengteas geplaatst op het uiteinde van de noordelijke zijbeuk, opgenomen in de westgevel. De vensters van het middenschip zijn per travee dubbel uitgevoerd, de vensters van de kopkant van het schip en het dwarsbeuk zijn trifora met een zesvoudige veelpas erboven, en elders zijn het monofora. De vensters zijn alle spitsboogvensters en ook de dubbele galmgaten aan iedere zijde van de toren hebben een spitsboogvorm. In verschillende torengevels zit een blinde oculus. De toren heeft een tentdak, het schip en het koor een zadeldak en de zijbeuken lessenaarsdaken. In de zuidgevel van de zuidelijke zijbeuk bevindt zich het portaal. Alle delen van het gebouw hebben steunberen.
De kerk is opgedragen aan de Onze-Lieve-Vrouw van de Rozenkrans. Onze-Lieve-Vrouw van de Rozenkrans van Moha wordt aangeroepen tegen allerlei kinderziekten, maar in het verleden was de kerk van Moha vooral een bedevaartsoord voor ouders en familieleden van doodgeboren baby's. Deze kinderen waren immers ongedoopt en - hoewel zonder persoonlijke zonde of schuld; wegens de oerzonde alleen - gedoemd om permanent in het "limbus infantium" te verblijven. Er werd geloofd dat zij door tussenkomst van Onze-Lieve-Vrouw net lang genoeg tot leven konden gewekt worden om alsnog de doop te ontvangen en zo hun trieste lot te ontlopen. In de kerk van Moha getuigen verschillende geschilderde babyportretten en andere ex voto's nog van deze nu zo goed als verdwenen pelgrimages.

## Geschiedenis
Op de plaats van de huidige kerk stond voordien een herhaaldelijk (voor het laatst in 1791) herbouwd gebedshuis.
In 1912 werd de huidige kerk gebouwd naar het ontwerp van Louis Schoenmaekers. Het beeld van de maagd bevat het uit de dood opgewekte kind uit de 18e eeuw dat door dit wonder kon worden gedoopt. Vervolgens werden andere soortgelijke wonderen waargenomen in dit heiligdom.